# Pike
|  | Pike et langt spyd - ikke at forveksle med vævningen piké eller piqué. |
En pike er et langt spyd, som anvendtes af infanterister, pikenerer, i tæt formation, primært som et middel  mod kavaleri.
Piken var et ekstremt langt våben, med en længde på op til seks-otte meter. Den var således uegnet til nærkamp, så pikenerer bar ofte et sværd ved siden som forsvar. På slagmarken anvendtes piker ofte i tætte pindsvineformationer, og beskyttede musketerer eller armbrøstskytter i nærheden mod rytteri. 
I 1400-tallet og 1500-tallet anvendtes piker med stor effektivitet af professionelle styrker af lejesoldater, især schweizere og landsknægte. I 1600-tallet blev pikerne mindre almindelige, da geværer med lang rækkevidde gjorde dem forældede.
Bagenden af piken støttedes mod jorden med pikenerens bageste fod og spidsen rettedes mod fjendens krop. Pikeneren kunne også løbe frem mod en stillestående rytter og spidde ham eller trække ham ned fra hesten med piken, eftersom spidsen ofte var forsynet med en krog.
På grund af pikens længde og vægt var den svær at styre, og for at være effektive, måtte pikenererne kæmpe i tæt formation med mindst tre geled med piker i alle retninger. Dette krævede en nøje koordination og at alle bevægelser udførtes efter forudbestemte mønstre.